# Monte Cinque
Monte Cinque è un romanzo dello scrittore e poeta brasiliano Paulo Coelho, scritto nel 1996, ma pubblicato in Italia nel 1998.

## Trama
Monte cinque parla della storia del profeta Elia, di come sia stato costretto ad abbandonare Israele a causa della persecuzione della regina Gazabele, rifugiandosi ad Akbar, dove sopravviverà all'invasione da parte dell'esercito assiro. Il profeta Elia esprime la volontà indomabile di chi non si rassegna al fato, ma è pronto a sfidare se necessario la volontà divina, per riprendere le redini della propria vita. Il profeta decide di vivere senza rassegnazione e di combattere per essere artefice del proprio destino, come poi voleva il Signore causandogli diverse disgrazie.

## Commenti dell'autore
Paulo Coelho dice, in una nota, «l'inevitabile ha sfiorato la vita di ogni essere umano su questa terra. Alcuni si sono ripresi, altri hanno ceduto».

## Edizioni
- Paulo Coelho, Monte cinque, traduzione di Rita Desti, Tascabili Bompiani, 1998.